# Joshua Bondo
Joshua Bondo (Senete, 25 februari 1978) is een Botswaans voormalig voetbalscheidsrechter. Hij was in dienst van de CAF en de FIFA tussen 2007 en 2023.
Bondo speelde als voetballer voor de Botswaanse club Hartlepool. Daar raakte hij tijdens een wedstrijd in 2001 zo gefrustreerd met de scheidsrechter van dienst, dat hij stopte als voetballer en zich toe ging leggen op het fluiten. Vanaf 2004 leidde hij ook wedstrijden op het hoogste niveau van Botswana. Op 15 november 2011 leidde hij zijn eerste interland, toen Rwanda met 3–1 won van Eritrea. Voor de thuisploeg scoorden Olivier Karekezi, Jean-Claude Iranzi en Labama Bokota en de tegentreffer kwam van Abraham Tedros. Tijdens dit duel toonde Bondo tweemaal een gele prent. In 2017 werd hij door de CAF gekozen als scheidsrechter op het eindtoernooi voor de Afrika Cup. Deze rol had hij ook tijdens het AK 2019. Ook leidde hij wedstrijden in de kwalificatiereeksen voor de wereldkampioenschappen van 2014, 2018 en 2022.

## Interlands
| Datum             | Plaats                    | Wedstrijd                  | Uitslag | Competitie           | Kreeg geel | Kreeg voor de tweede keer geel en dus rood | Weggestuurd |
| ----------------- | ------------------------- | -------------------------- | ------- | -------------------- | ---------- | ------------------------------------------ | ----------- |
| 15 november 2011  | Kigali, Rwanda            | Rwanda – Eritrea           | 3 – 1   | WK 2014 kwalificatie | 2          | 0                                          | 0           |
| 9 juni 2012       | Windhoek, Namibië         | Namibië – Kenia            | 1 – 0   | WK 2014 kwalificatie | 4          | 0                                          | 0           |
| 23 maart 2013     | Calabar, Nigeria          | Nigeria – Kenia            | 1 – 1   | WK 2014 kwalificatie | 5          | 0                                          | 0           |
| 7 juni 2013       | Tripoli, Libië            | Libië – Congo-Kinshasa     | 0 – 0   | WK 2014 kwalificatie | 1          | 0                                          | 0           |
| 31 mei 2014       | Kigali, Rwanda            | Rwanda – Libië             | 3 – 0   | AK 2015 kwalificatie | 1          | 0                                          | 0           |
| 10 september 2014 | Kaapstad, Zuid-Afrika     | Zuid-Afrika – Nigeria      | 0 – 0   | AK 2015 kwalificatie | 2          | 0                                          | 0           |
| 15 oktober 2014   | Ouagadougou, Burkina Faso | Burkina Faso – Gabon       | 1 – 1   | AK 2015 kwalificatie | 3          | 0                                          | 0           |
| 15 november 2014  | Yaoundé, Kameroen         | Kameroen – Congo-Kinshasa  | 1 – 0   | AK 2015 kwalificatie | 1          | 0                                          | 0           |
| 17 mei 2015       | Maruleng, Zuid-Afrika     | Zimbabwe – Mauritius       | 2 – 0   | Vriendschappelijk    | 1          | 0                                          | 0           |
| 22 mei 2015       | Maruleng, Zuid-Afrika     | Lesotho – Tanzania         | 1 – 0   | Vriendschappelijk    | 2          | 0                                          | 0           |
| 25 mei 2015       | Rustenburg, Zuid-Afrika   | Ghana – Madagaskar         | 1 – 2   | Vriendschappelijk    | 2          | 0                                          | 0           |
| 13 oktober 2015   | Windhoek, Namibië         | Namibië – Gambia           | 2 – 1   | WK 2018 kwalificatie | 2          | 0                                          | 0           |
| 17 november 2015  | Dakar, Senegal            | Senegal – Madagaskar       | 3 – 0   | WK 2018 kwalificatie | 5          | 0                                          | 0           |
| 22 januari 2016   | Kigali, Rwanda            | Tunesië – Nigeria          | 1 – 1   | Vriendschappelijk    | 1          | 0                                          | 0           |
| 30 januari 2016   | Butare, Rwanda            | Kameroen – Ivoorkust       | 0 – 3   | Vriendschappelijk    | 6          | 0                                          | 0           |
| 25 maart 2016     | Monastir, Tunesië         | Tunesië – Togo             | 1 – 0   | AK 2017 kwalificatie | 5          | 0                                          | 0           |
| 4 juni 2016       | Kigali, Rwanda            | Rwanda – Mozambique        | 2 – 3   | AK 2017 kwalificatie | 0          | 0                                          | 0           |
| 8 juni 2016       | Windhoek, Namibië         | Namibië – Malawi           | 0 – 0   | Vriendschappelijk    | 0          | 0                                          | 1           |
| 11 juni 2016      | Windhoek, Namibië         | Seychellen – Madagaskar    | 0 – 1   | Vriendschappelijk    | 3          | 0                                          | 0           |
| 18 juni 2016      | Windhoek, Namibië         | Zuid-Afrika – Lesotho      | 0 – 0   | Vriendschappelijk    | 1          | 1                                          | 0           |
| 25 juni 2016      | Windhoek, Namibië         | Swaziland – Congo-Kinshasa | 1 – 0   | Vriendschappelijk    | 1          | 0                                          | 0           |
| 8 oktober 2016    | Bouaké, Ivoorkust         | Ivoorkust – Mali           | 3 – 1   | WK 2018 kwalificatie | 3          | 0                                          | 0           |
| 17 januari 2017   | Port-Gentil, Gabon        | Ghana – Oeganda            | 1 – 0   | AK 2017              | 1          | 0                                          | 0           |
| 23 januari 2017   | Franceville, Gabon        | Senegal – Algerije         | 2 – 2   | AK 2017              | 4          | 0                                          | 0           |
| 28 maart 2017     | Oos-Londen, Zuid-Afrika   | Zuid-Afrika – Angola       | 0 – 0   | Vriendschappelijk    | 4          | 0                                          | 0           |
| 11 juni 2017      | Blida, Algerije           | Algerije – Togo            | 1 – 0   | AK 2019 kwalificatie | 3          | 0                                          | 0           |
| 28 juni 2017      | Rustenburg, Zuid-Afrika   | Zimbabwe – Madagaskar      | 0 – 0   | Vriendschappelijk    | 3          | 0                                          | 0           |
| 2 september 2017  | Dakar, Senegal            | Senegal – Burkina Faso     | 0 – 0   | WK 2018 kwalificatie | 5          | 1                                          | 0           |
| 7 oktober 2017    | Uyo, Nigeria              | Nigeria – Zambia           | 1 – 0   | WK 2018 kwalificatie | 4          | 0                                          | 0           |
| 9 september 2018  | Antananarivo, Madagaskar  | Madagaskar – Senegal       | 2 – 2   | AK 2019 kwalificatie | 8          | 0                                          | 0           |
| 16 oktober 2018   | Sfax, Tunesië             | Libië – Nigeria            | 2 – 3   | AK 2019 kwalificatie | 4          | 0                                          | 0           |
| 18 november 2018  | Maputo, Mozambique        | Mozambique – Zambia        | 1 – 0   | AK 2019 kwalificatie | 4          | 0                                          | 0           |
| 23 maart 2019     | Accra, Ghana              | Ghana – Kenia              | 1 – 0   | AK 2019 kwalificatie | 2          | 0                                          | 0           |
| 28 juni 2019      | Suez, Egypte              | Tunesië – Mali             | 1 – 1   | AK 2019              | 6          | 0                                          | 0           |
| 6 juli 2019       | Alexandrië, Egypte        | Nigeria – Kameroen         | 3 – 2   | AK 2019              | 3          | 0                                          | 0           |
| 21 september 2019 | Blida, Algerije           | Algerije – Marokko         | 0 – 0   | Vriendschappelijk    | 3          | 0                                          | 0           |
| 17 november 2019  | Maseru, Lesotho           | Lesotho – Nigeria          | 2 – 4   | AK 2021 kwalificatie | 1          | 0                                          | 0           |
| 17 november 2020  | Omdurman, Soedan          | Soedan – Ghana             | 1 – 0   | AK 2021 kwalificatie | 5          | 0                                          | 0           |
| 26 maart 2021     | Nouakchott, Mauritanië    | Mauritanië – Marokko       | 0 – 0   | AK 2021 kwalificatie | 4          | 0                                          | 0           |
| 7 september 2021  | Marrakesh, Marokko        | Burkina Faso – Algerije    | 1 – 1   | WK 2022 kwalificatie | 3          | 0                                          | 0           |
| 7 oktober 2021    | Kigali, Rwanda            | Rwanda – Oeganda           | 0 – 1   | WK 2022 kwalificatie | 3          | 0                                          | 0           |
| 16 november 2021  | Rabat, Marokko            | Marokko – Guinee           | 3 – 0   | WK 2022 kwalificatie | 5          | 0                                          | 0           |
| 10 januari 2022   | Yaoundé, Kameroen         | Marokko – Ghana            | 1 – 0   | AK 2021              | 3          | 0                                          | 0           |
| 19 januari 2022   | Yaoundé, Kameroen         | Egypte – Soedan            | 1 – 0   | AK 2021              | 3          | 0                                          | 0           |
| 29 januari 2022   | Garoua, Kameroen          | Burkina Faso – Tunesië     | 1 – 0   | AK 2021              | 5          | 0                                          | 1           |
| 25 maart 2022     | Douala, Kameroen          | Kameroen – Algerije        | 0 – 1   | WK 2022 kwalificatie | 5          | 0                                          | 0           |
| 8 juni 2022       | Omdurman, Soedan          | Soedan – Congo-Kinshasa    | 2 – 1   | AK 2023 kwalificatie | 3          | 0                                          | 0           |
| 22 maart 2023     | Cotonou, Benin            | Benin – Rwanda             | 1 – 1   | AK 2023 kwalificatie | 5          | 1                                          | 0           |